# Sniper Ghost Warrior Contracts
Sniper Ghost Warrior Contracts — компьютерная игра в жанре тактического шутера и шутера от первого лица, выпущенная в 2019 году.

## Игровой процесс
Как и в других играх о снайперах, в Sniper Ghost Warrior Contracts большое внимание уделено стрельбе. При выстреле игра учитывает силу ветра и баллистику, при этом у игрока есть ряд инструментов, упрощающих прицеливание.

## Оценки
| Сводный рейтинг    | Сводный рейтинг                     |
| Агрегатор          | Оценка                              |
| ------------------ | ----------------------------------- |
| Metacritic         | ПК: 71/100 PS4: 65/100 XONE: 67/100 |
| Иноязычные издания |                                     |
| Издание            | Оценка                              |
| IGN                | 7,3/10                              |
| Jeuxvideo.com      | 15/20                               |

Игра получила «смешанные отзывы», согласно сайту-агрегатору Metacritic. Дэвид Джегней из IGN критикует игру за слабый сюжет и бэктрекинг, хваля физику пуль и многообразие гаджетов для убийств на расстоянии.